# 1662 Hoffmann
1662 Hoffmann este un asteroid din centura principală, descoperit pe 11 septembrie 1923, de Karl Reinmuth.